# Анкер «Молли»
Анкер «Молли» (болт Молли, винт Молли, металлический анкер (для пустотелых конструкций) (англ. hollow-wall anchor) — анкер, предназначенный для крепления к основаниям, имеющим пустоты и отличающихся низкой несущей способностью, например: гипсокартон (сухая штукатурка), гипсоволоконный лист, ДВП, пустотные блоки, пустотелый кирпич и т. п.
Имеет специальную цангу, которая, раскрываясь при затягивании винта (болта), плотно упирается в материал основания с внутренней стороны. Внешняя сторона цанги имеет упорную юбку с одним или несколькими шипами, уходящими при затяжке в материал основания и предохраняющими цангу от проворачивания.
Цанга может поставляться отдельно от винта (болта).

## История
Анкер «Молли» был запатентован в 1934 году Джорджем Фредериком Кроссантом. Хотя в его патенте признается, что расширяемые анкера такого типа уже известны, патент Кроссанта предназначен для обеспечения «улучшенного и наиболее подходящего фиксирующего зажима, который может быть затянут повторно в случае необходимости, и который позволит многократно снимать и повторно зацеплять соответствующий болт». В том же году Кроссант зарегистрировал торговую марку «MOLLY».